# NGC 6215
NGC 6215 ist eine Spiralgalaxie vom Hubble-Typ Sc im Sternbild Altar am Südsternhimmel. Sie ist rund 65 Millionen Lichtjahre von der Milchstraße entfernt und hat einen Durchmesser von etwa 50.000 Lichtjahren.
Im selben Himmelsareal befinden sich u. a. die Galaxien NGC 6215A und NGC 6221.
Das Objekt wurde am 9. Juli 1836 von John Herschel mit einem 18-Zoll-Spiegelteleskop entdeckt, der dabei „pretty faint, round, very gradually a little brighter in the middle, has a yellow 5th mag star preceding it, approx. 1m 19s in RA, and 3′ or 4′ south“ notierte.